# Симеон Златев
Да не се бърка със Симеон Златов, също кмет на Русе (1902).
Симеон С. Златев е български политик, кмет на Русе, банкер.

## Биография
Симеон Златев е роден в Русе през 1834. Активен участник в църковно-националните борби, заради което е заточен в Сивас, Мала Азия през 1862 г. По-късно учи в земеделското училище в Табор и следва на собствени разноски в Прага. Завърнал се отново в България, през 1875 г. става секретар на търговската къща на Хаджи Атанас Петкович.

## Първи мандат
Помощници са му Димитър Мирчев и Никола Доганов. Н. Доганов се отказва по собствено желание от заеманата длъжност и е заменен от Яким Попов. Един от най-тежките проблеми пред кметът-либерал е финансирането на градските училища и неизплатените от месеци учителски заплати. По това време започва хигиенизиране и озеленяване на централния район, поставят се пейки и газови фенери за нощно осветление на улиците.

## Втори мандат
На проведените в началото на 1884 г. общински избори раздвоената вече Либерална партия (на цанковисти и каравелисти) печели победа. Така за втори път за кмет е утвърден Симеон Златев – цанковист, а за негови помощници – Константин Доганов, Емин Муамеледжий и Драган Драганов. В крайна сметка кметът е отстранен в края на август в резултат на противодействието на двете крила на либералната партия. Обвиненията от страна на каравелистите са в превишаване на служебните правомощия и отклоняване на общински средства за лични цели, които впоследствие не се доказват. Умира през 1886 г. в Русе.